# Josep Ensesa i Pujadas
Josep Ensesa i Pujadas   (Sarrià de Ter, 12 d'octubre de 1865 - Barcelona, 28 de febrer de 1940) fou un industrial que va fundar a Girona una fàbrica de farina i assolí que la companyia de ferrocarrils MZA instal·lés a la ciutat els tallers de reparació de màquines. Milità a la Lliga Catalana i fou diputat provincial. Va urbanitzar el sector gironí de l'Eixample de la Mercè, i el 1923, amb l'arquitecte Rafael Masó i Valentí, inicià un centre residencial a S'Agaró.